# Italo Romagnoli
Italo Romagnoli (Pescara, 21 febbraio 1916 – Portici, 25 luglio 2009) è stato un calciatore e allenatore di calcio italiano, di ruolo difensore, centrocampista o attaccante. Prima dell'introduzione nel gioco del calcio delle sostituzioni, ha ricoperto in alcune occasioni il ruolo di portiere.

## Carriera

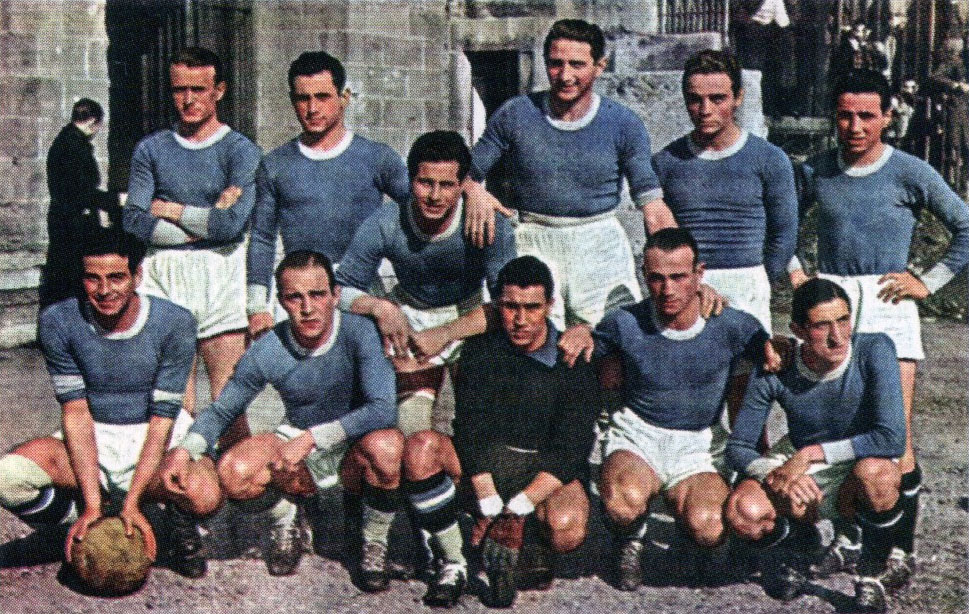
Romagnoli (in piedi, terzo da sinistra) nella Lazio del 1940-1941

Fratello minore del calciatore Alfredo, dopo aver militato per due anni nel Pescara debutta in Serie A nelle file della Fiorentina; successivamente passa per due anni alla Lucchese e poi al Napoli, dove resta altri due anni segnando 6 gol in 50 partite. Dopo tre anni nella Lazio, durante la guerra si accasa al Portici con cui prende parte al Campionato dell'Italia liberata vincendo la classifica marcatori con 18 reti.
Alla fine del conflitto torna alla Lazio, che lo mette in lista di trasferimento, e passa al Pescara, dove colleziona 20 presenze senza gol nell'anomalo campionato 1945-1946.
Chiude la carriera con una nuova stagione nel Napoli, con altre 15 presenze e 3 gol. In carriera ha totalizzato complessivamente 203 presenze e 26 reti nella Serie A a girone unico. Per le sue doti atletiche era soprannominato "testina d'oro" e "uomo di gomma".

## Dopo il ritiro
Lasciato il calcio giocato è sempre rimasto nell'ambiente calcistico, allenando diverse squadre campane quali il Gladiator di Santa Maria Capua Vetere, nel campionato di Serie D 1961-1962, la Sessana di Sessa Aurunca, con cui vinse campionato e finali con passaggio di categoria, il Sorrento ed altre ancora. Nel gennaio del 1974 allenò il Savoia di Torre Annunziata prendendo il posto dell'esonerato Henri-Gérard Augustine.
Fu per lungo tempo osservatore di Società di Serie A; in segno di riconoscenza per l'impegno, la società dove lavorava – il Portici 1906 – ha posto sulla bara al suo funerale il gagliardetto.

## Statistiche

### Presenze e reti nei club
| Stagione  | Squadra    | Campionato | Campionato | Campionato |
| Stagione  | Squadra    | Comp       | Pres       | Reti       |
| --------- | ---------- | ---------- | ---------- | ---------- |
| 1935-1936 | Fiorentina | A          | 13         | 4          |
| 1936-1937 | Lucchese   | A          | 19         | 0          |
| 1937-1938 | Lucchese   | A          | 28         | 5          |
| 1938-1939 | Napoli     | A          | 30         | 3          |
| 1939-1940 | Napoli     | A          | 20         | 3          |
| 1940-1941 | Lazio      | A          | 28         | 2          |
| 1941-1942 | Lazio      | A          | 27         | 4          |
| 1942-1943 | Lazio      | A          | 23         | 2          |
| 1945      | Portici    | Reg        | ?          | 18         |
| 1945-1946 | Pescara    | DN         | 20         | 3          |
| 1946-1947 | Napoli     | A          | 15         | 3          |

## Palmarès

### Individuale
- Capocannoniere del Campionato dell'Italia liberata: 1

1945 (18 gol)